# Cmentarz komunalny w Krzyżu
Cmentarz komunalny w Krzyżu – czynny cmentarz w Tarnowie, w dzielnicy Krzyż. Cmentarz komunalny składa się z dwóch części położonych po obu stronach ulicy Krzyskiej. W pobliżu znajduje się rzymskokatolicki cmentarz parafialny.

## Historia
Decyzję o budowie cmentarza podjęto w 1927 roku. Zlokalizowano go w gminie Krzyż obok cmentarza szpitalnego, który został do niego włączony. We wrześniu rozpoczęto prace przy drenowaniu. Do końca roku zaplanowano ukończenie prac na terenie 1,5 ha z 7, 5 ha całości. Dreny umieszczono na głębokości 3 metrów. Cmentarz został otwarty 5 listopada 1928 roku i od tego dnia odbywały się na nim pochówki. Koszt pochówku dla dzieci do lat 5 ustalono na 8 złotych, a dorosłych i dzieci starszych na 12 złotych. Za murowany grobowiec w 1928 roku trzeba było zapłacić 25 złotych od 1 m². Na cmentarzu zakazano sadzenia drzew na grobach i obok nich. Zadrzewienie cmentarza według planu miał wykonać zarząd cmentarza. Na nowym cmentarzu wybudowano kaplicę przedpogrzebową, w której można było złożyć bezpłatnie zwłoki do momentu pogrzebu. W 1983 wybudowano kaplicę cmentarną. Na terenie cmentarza znajdował się również cmentarz wojenny nr 203 – Tarnów-Krzyż z lat I wojny światowej. Po II wojnie światowej został on zajęty przez pochówki cywilne.
1 marca 2000 otwarto nową część cmentarza komunalnego. Pierwszy pochówek odbył się na niej 28 kwietnia 2000. 10 maja 2000 została ona poświęcona przez biskupa tarnowskiego Wiktora Skworca.
W 2011 i 2015 na cmentarzu odkryto groby żołnierzy wyklętych zamordowanych przez komunistów. Do tego czasu miejsce pochówku tych osób pozostawało nieznane.

## Wybrane kwatery
- Kwatera Żołnierzy Polskich – spoczywa w niej ok. 99 żołnierzy polskich poległych w latach 1939–1945
- Kwatera Żołnierzy Rosyjskich i Radzieckich – spoczywa w niej 301 żołnierzy rosyjskich i radzieckich poległych w latach 1914–1915 i 1942–1945
- Kwatera Żołnierzy Radzieckich – spoczywa w niej 366 żołnierzy radzieckich poległych w 1945 oraz zmarłych w niemieckim obozie jenieckim w Tarnowie. W 1948 pochowano w niej szczątki ekshumowanych czerwonoarmistów, których mogiły znajdowały się w powiatach brzeskim i tarnowskim
- Kwatera NN – spoczywa w niej 359 osób, których personaliów nie udało się ustalić. Są to ofiary niemieckiego zamachu bombowego na dworcu kolejowym w Tarnowie w 1939 oraz ofiary z czasów narodowosocjalistycznej okupacji: zamordowani przez gestapo, zastrzeleni podczas ucieczek i zmarli znalezieni na ulicach miasta
- Aleja Zasłużonych – powstała w 1978 jako miejsce pochówku osób zasłużonych dla ustroju komunistycznego. Aleja nie cieszyła się sympatią tarnowian. Po zmianie ustroju niektóre rodziny przenosiły zmarłych do mogił na innych kwaterach
- Kwatera niemiecka – nieistniejąca kwatera żołnierzy niemieckich poległych i zmarłych w latach 1939–1945. W 1945 została ona zrównana z ziemią. W 1997 dokonano ekshumacji i wydobyto 115 szczątków żołnierzy